# George S. Catlin
George Smith Catlin (* 24. August 1808 in Harwinton, Litchfield County, Connecticut; † 26. Dezember 1851 in Windham, Connecticut) war ein US-amerikanischer Politiker. Zwischen 1843 und 1845 vertrat er den dritten Wahlbezirk des Bundesstaates Connecticut im US-Repräsentantenhaus.

## Werdegang
George Catlin besuchte die öffentlichen Schulen seiner Heimat und danach das Amherst College in Massachusetts. Nach einem Jurastudium an der Litchfield Law School und seiner im Jahr 1828 erfolgten Zulassung als Rechtsanwalt begann er in Windham in seinem neuen Beruf zu arbeiten. Politisch wurde er Mitglied der von Andrew Jackson gegründeten Demokratischen Partei. Im Jahr 1831 wurde er in das Repräsentantenhaus von Connecticut gewählt. Zwischen 1831 und 1833 war er Sekretär von Gouverneur John S. Peters. In den Jahren 1842 und 1843 fungierte Catlin als Bezirksstaatsanwalt im Windham County.
Bei den Kongresswahlen des Jahres 1842 wurde George Catlin im dritten Distrikt von Connecticut in das US-Repräsentantenhaus in Washington, D.C. gewählt. Dort trat er am 4. März 1843 die Nachfolge von Thomas Wheeler Williams von der Whig Party an. Bis zum 3. März 1845 absolvierte Catlin eine Legislaturperiode im Kongress, die von den Streitereien zwischen den Whigs und Präsident John Tyler überschattet waren. Außenpolitisch stand die Frage der Eingliederung der seit 1836 von Mexiko unabhängigen Republik Texas in die Vereinigten Staaten im Vordergrund der Kongressdiskussionen.
Nach dem Ende seiner Zeit im US-Repräsentantenhaus wurde Catlin 1846 noch einmal in das Parlament von Connecticut gewählt. 1848 kandidierte er erfolglos für das Amt des Gouverneurs seines Staates. Im Jahr 1850 wurde er in den Senat von Connecticut gewählt. Von 1850 bis 1851 war Catlin Bezirksrichter im Windham County. Er starb am 26. Dezember 1851 in Windham und wurde dort auch beigesetzt.